# Robert Martin (remer)
Robert Martin (anglès: Robert Doud Martin)  (Tacoma, 19 de juny de 1925 - Gig Harbor, 18 d'octubre de 2012) fou un remer estatunidenc que va competir durant la dècada de 1940.
El 1948 va prendre part en els Jocs Olímpics de Londres, on guanyà la medalla d'or en la prova del quatre amb timoner del programa de rem. Formà equip amb Warren Westlund, Robert Will, Gordon Giovanelli i Allan Morgan.